# Roy Amara
Roy Charles Amara (ur. 7 kwietnia 1925 w Bostonie, zm. 31 grudnia 2007) – amerykański naukowiec i futurolog.

## Życiorys
W latach 1969–1991 był prezesem Institute for the Future – kalifornijskiego think-tanku zajmującego się przewidywaniem długoterminowych trendów.
Jest znany między innymi z tzw. „Prawa Amary”, mówiącego, że ludzie mają tendencje do przeceniania krótkoterminowych skutków technologii i niedoceniania jej długoterminowych skutków.